# NGC 4651
NGC 4651 је спирална галаксија у сазвежђу Береникина коса која се налази на NGC листи објеката дубоког неба.
Деклинација објекта је + 16° 23' 37" а ректасцензија 12h 43m 42,5s. Привидна величина (магнитуда) објекта NGC 4651 износи 10,6 а фотографска магнитуда 11,3. Налази се на удаљености од 24,582 милиона парсека од Сунца. NGC 4651 је још познат и под ознакама UGC 7901, MCG 3-33-1, CGCG 100-4, ARP 189, KARA 549, VV 56, IRAS 12412+1639, PGC 42833.